# Championnats du monde de patinage artistique 1911
Navigation
Mondiaux 1910 Mondiaux 1912
Les championnats du monde de patinage artistique 1911 ont lieu le 22 janvier 1911 à la patinoire extérieure de Vienne dans l'empire d'Autriche-Hongrie pour les Dames et les Couples, et du 2 au 3 février 1911 au Sportpalast de Berlin dans l'Empire allemand pour les Messieurs.
Le suédois Ulrich Salchow remporte son 10e titre mondial, record qui n'a jamais été égalé jusqu'à présent.

## Podiums
| Épreuves                      | Or                                   | Argent                  | Bronze          |
| ----------------------------- | ------------------------------------ | ----------------------- | --------------- |
| Messieurs résultats détaillés | Ulrich Salchow                       | Werner Rittberger       | Fritz Kachler   |
| Dames résultats détaillés     | Lily Kronberger                      | Opika von Méray Horváth | Ludowika Eilers |
| Couples résultats détaillés   | / Ludowika Eilers / Walter Jakobsson |                         |                 |

## Tableau des médailles
| Rang  | Nation    | Or  | Argent | Bronze | Total |
| ----- | --------- | --- | ------ | ------ | ----- |
| 1     | Hongrie   | 1   | 1      | 0      | 2     |
| 2     | Suède     | 1   | 0      | 0      | 1     |
| 3     | Allemagne | 0.5 | 1      | 1      | 2.5   |
| 4     | Finlande  | 0.5 | 0      | 0      | 0.5   |
| 5     | Autriche  | 0   | 0      | 1      | 1     |
| Total | Total     | 3   | 2      | 2      | 7     |

## Détails des compétitions

### Messieurs
| Rang | Nom               | Nation    | Places | Points | Fig. impo. | Prog. libre |
| ---- | ----------------- | --------- | ------ | ------ | ---------- | ----------- |
| 1    | Ulrich Salchow    | Suède     | 14     | 366.5  | 1          | 1           |
| 2    | Werner Rittberger | Allemagne | 17     | 357.6  | 3          | 2           |
| 3    | Fritz Kachler     | Autriche  | 20     | 354.13 | 2          | 4           |
| 4    | Andor Szende      | Hongrie   | 26     | 340.4  | 4          | 3           |
| 5    | Richard Johansson | Suède     | 27     | 336.1  | 5          | 5           |
| 6    | Martin Stixrud    | Norvège   | 43     |        | 6          | 6           |
| 7    | Dunbar Poole      | Suède     | 47     | 292.4  | 7          | 7           |

### Dames
| Rang | Nom                     | Nation    | Places | Points | Fig. impo. | Prog. libre |
| ---- | ----------------------- | --------- | ------ | ------ | ---------- | ----------- |
| 1    | Lily Kronberger         | Hongrie   | 7      |        |            |             |
| 2    | Opika von Méray Horváth | Hongrie   | 14     |        |            |             |
| 3    | Ludowika Eilers         | Allemagne | 21     |        |            |             |

### Couples
| Rang | Nom                                | Nation               | Places | Points |
| ---- | ---------------------------------- | -------------------- | ------ | ------ |
| 1    | Ludowika Eilers / Walter Jakobsson | Allemagne / Finlande | 7      |        |